# Honningbarna
Honningbarna er et norsk punkrock-band fra Kristiansand.
Bandet debuterede i 2010 med EPen Honningbarna. I januar 2011 blev de kåret som "Årets Urørt" med sangen "Borgerskapets utakknemlige sønner" af radiokanalen NRK P3, og den 25. marts samme år kom debutalbummet La alarmerne gå. For debutalbum vandt bandet klassen for rock under Spellemannsprisen 2011. De blev også nomineret i kategorien årets nykommer. De spillede også på Øyafestivalen i 2010, Roskilde Festival 2011 og fik sin fjernsynsdebut på NRK TV i 2011 med optræden i forbindelse med en tv-kampagne.
Trommeslager Anders Eikås døde i en bilulykke 31 januar 2012.

## Medlemmer

### Nuværende
- Edvard Valberg (vokal, cello)
- Lars Emmelthun (bas)
- Christoffer Trædal (guitar)
- Nils Jørgen Nilsen (trommer)

### Tidligere
- Mathias Johansson (keyboards)
- Anders Eikås (trommer) (død)
- Fredrik Justnes (guitar)
- Simen Følstad Nilsens (guitar)

## Diskografi

### Studioalbums
- 2010 Honningbarna (EP)
- 2011 La alarmane gå
- 2013 Verden er enkel
- 2015 Opp De Nye Blanke
- 2016: Goldenboy
- 2017: Voldelig lyd

### Singler
- "Våkn opp" (2010)
- "Noen å hate" (2010)
- "Til ungdommen" (2010)
- "Den eldre garde" (2011)
- "Protokoll" (2011)
- "God jul Jesus – Bootleg Series" (2011)
- "Prinser av Sarajevo" (2015)
- "Drep Meg" (2016)
- Hold an ann (2017)
- Sant (2017)
- Penthouse Perfekt (2017)